# 오래된 미래
원래 라다크로부터 배우다라는 부제목으로 출판된 오래된 미래: 세계화에 대한 라다크의 교훈은 헬레나 노르베리 호지의 책이다. 이 책은 1991년에 처음 출간되었다.

## 개요
이 책의 첫번째 파트에서는 서구적인 사고와 상품들의 유입 이전인 1975년에, 헬레나가 처음 라다크에 갔을 때의 행복하고 평등주의의 라다크 지역을 묘사하고 있다. 이 세계에서는, 라다크 여성들이 높은 사회적 지위에 있었고 가족과 지역사회의 유대가 굉장히 강했다.
두번째 장에서는 '개발'이 시작되었을 때 어떻게 라다크가 사회적, 생태학적, 경제적으로 변화했는지를 보여준다. 욕심, 불관용(不寬容), 실업, 인플레이션, 환경오염이 시작되고 지난 몇 세기동안 유지되었던 생태학적 균형과 사회의 조화를 위협하는 동안 라다크인들은 근대화의 안락함과 편안함을 즐기기 시작했다.
오래된 미래는 진보의 개념에 대해 중요한 문제의식을 일으키고 산업 사회에서의 문제들의 근본적인 원인들을 탐색했다. 이 책은 약 40개의 언어로 번역되었고 세계화와 전통적인 지혜의 손실을 둘러싼 문제에 대한 인식을 제고하기 위해 대중들에게 널리 읽힌다.